# Parkson
Parkson est une chaîne de grands magasins malaisienne.